# Diagrama

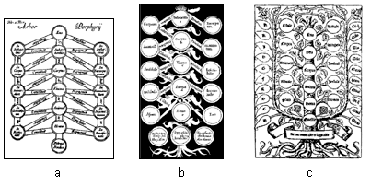
Modelos de árbol de Porfirio, diseñado por Porfirio en Isagoge (268-270).

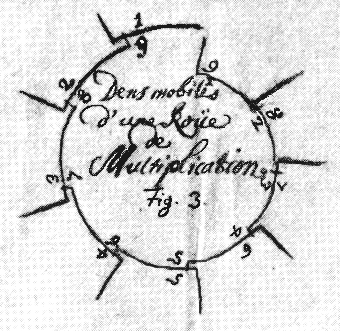
Diagrama de Leibniz sobre el funcionamiento de una primitiva calculadora.

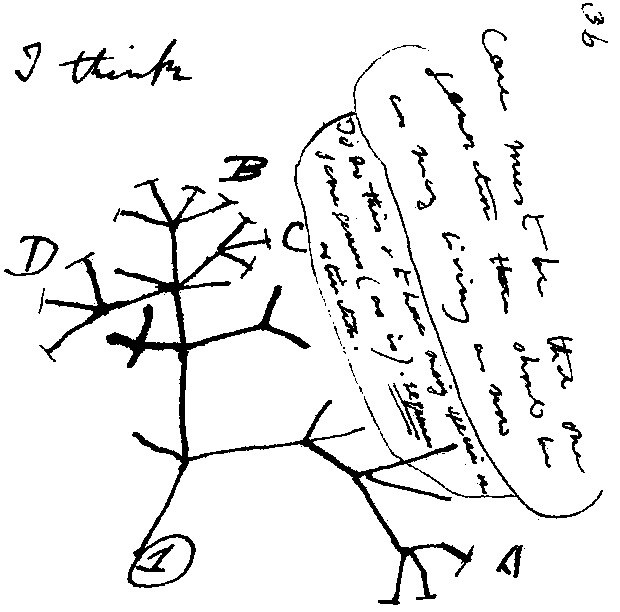
El llamado "primer árbol" de Darwin (1837).

Diagrama donde se muestran algunos tipos de datos.

Diagrama (del latín, diagramma, «diseño») es un dibujo geométrico, muy utilizado en ciencia, en educación y en comunicación; con el que se obtiene la presentación gráfica de una proposición, de la resolución de un problema, de las relaciones entre las diferentes partes o elementos de un conjunto o sistema, o de la regularidad en la variación de un fenómeno que permite establecer algún tipo de ley.
Un ejemplo de ello es el diagrama de Ishikawa, también conocido como diagrama de causa y efecto, que ayuda a identificar, organizar y analizar las posibles causas de un problema específico, con el objetivo de encontrar su causa raíz y plantear soluciones eficaces.
Datos numéricos tabulados e insiertados en algún tipo de esquema de información, otros que aportan sobre todo una ilustración visual, utilizando distintos recursos, como por ejemplo el diagrama de flujo (que srjuele utilizar flechas), el mapa mental, el mapa conceptual, el mentefacto, y el cuadro sinóptico, etc.

## Denominaciones de tipos de diagrama
| - Diagrama de leer - Diagrama armado - Diagrama de bloques - Diagrama de Bode - Diagrama de Carroll - Diagrama de casos de uso - Diagrama de clases - Diagrama de colaboración - Diagrama de color-magnitud para galaxias - Diagrama de componentes - Diagrama de comunicación - Diagrama de decisión binario - Diagrama de despliegue - Diagrama de estado - Diagrama de estructura compuesta - Diagrama de Euler - Diagrama de fase - Diagrama de Feynman - Diagrama de flujo - Diagrama de Gantt - Diagrama de Hasse - Diagrama de Hertzsprung-Russell - Diagrama de Ishikawa - Diagrama de Lewis - Diagrama de Moody - Diagrama Nassi-Shneiderman - Diagrama de objetos | - Diagrama de ojos - Diagrama de orbital molecular - Diagrama de paquetes - Diagrama de Pareto - Diagrama de pedigrí - Diagrama de Penrose-Carter - Diagrama de Pourbaix - Diagrama de secuencia - Diagrama de tiempos - Diagrama de Venn - Diagrama de Wiggers - Diagrama electrónico - Diagrama en V de Gowin - Diagrama ER - Diagrama floral - Diagrama global de interacciones - Diagrama hierro-carbono - Diagrama matemático - Diagrama perceptual - Diagrama Ph - Diagrama polar - Diagrama PVT - Diagrama QAPF - Diagrama sintáctico - Diagrama ternario - Diagrama TTT |